# Jay Simpson
A színész szócikkéhez lásd: Jay Simpson (színművész)
Jay-Alistaire Frederick "Jay" Simpson (Tottenham, London, 1988. december 27. –) angol labdarúgó, jelenleg az élvonalbeli Arsenal játékosa.

## Pályafutása
Jay kifejezetten egy olyan játékos, aki a jövőben még nagy lehet.
A 2007/08-as szezonban, a League One-ban, Millwall-ben megkapta az év játékosa díjat.
Az oroszlánok mezébe 41-szer lépett pályára, és párszor be is talált. A 2007/08-as szezonban tért vissza az Arsenalba. A szezon előtti találkozón, a Barnet ellen is játszhatott.
Simpson egy nagyon dinamikus focista, aki bármikor valami újjal állhat elő. A védőket könnyen kicselezi, és ha az sikerült, akkor többnyire nem hibázik, és gólt lő.
Már az első számú csapatba is szerepet kapott a 2008/09-es idényben. Bár 2009 januárjában kölcsönbe ment a játékos. És azon rövid idő alatt, amíg ott tartózkodott, már gólt is szerzett a WBA játékosaként.

## Statisztika
Frissítve: 2008. szeptember 25.)
| Klub                           | Szezon  | Bajnokság | Bajnokság | Bajnokság | FA-kupa | FA-kupa | FA-kupa | Ligakupa | Ligakupa | Ligakupa | UEFA  | UEFA | UEFA  | Összesen | Összesen | Összesen |
| Klub                           | Szezon  | Meccs     | Gól       | Passz     | Meccs   | Gól     | Passz   | Meccs    | Gól      | Passz    | Meccs | Gól  | Passz | Meccs    | Gól      | Passz    |
| ------------------------------ | ------- | --------- | --------- | --------- | ------- | ------- | ------- | -------- | -------- | -------- | ----- | ---- | ----- | -------- | -------- | -------- |
| Millwall (kölcsön)             | 2007–08 | 41        | 7         | ?         | 4       | 1       | ?       | 0        | 0        | 0        | 0     | 0    | 0     | 45       | 8        | ?        |
| Arsenal                        | 2008–09 | 0         | 0         | 0         | 0       | 0       | 0       | 3        | 2        | 1        | 0     | 0    | 0     | 3        | 2        | 1        |
| West Bromwich Albion (kölcsön) | 2008–09 | 13        | 2         | ?         | 4       | 1       | ?       | 0        | 0        | 0        | 0     | 0    | 0     | 17       | 3        | ?        |
| Queens Park Rangers (kölcsön)  | 2009–10 | 39        | 12        | ?         | 1       | 1       | ?       | 1        | 0        | ?        | 0     | 0    | 0     | 41       | 13       | ?        |

## Külső hivatkozások
- Jay Simpson pályafutásának statisztikái a Soccerbase oldalon (angolul)

- Profilja az Arsenal.com-on